# Kolossiaquaduct
Het Kolossiaquaduct is een oud Romeins aquaduct dat vroeger water naar het Kasteel Kolossi bracht. Het kasteel ligt even buiten de stad Limassol op het eiland Cyprus, nabij het dorp Kolossi.

## Afbeeldingen

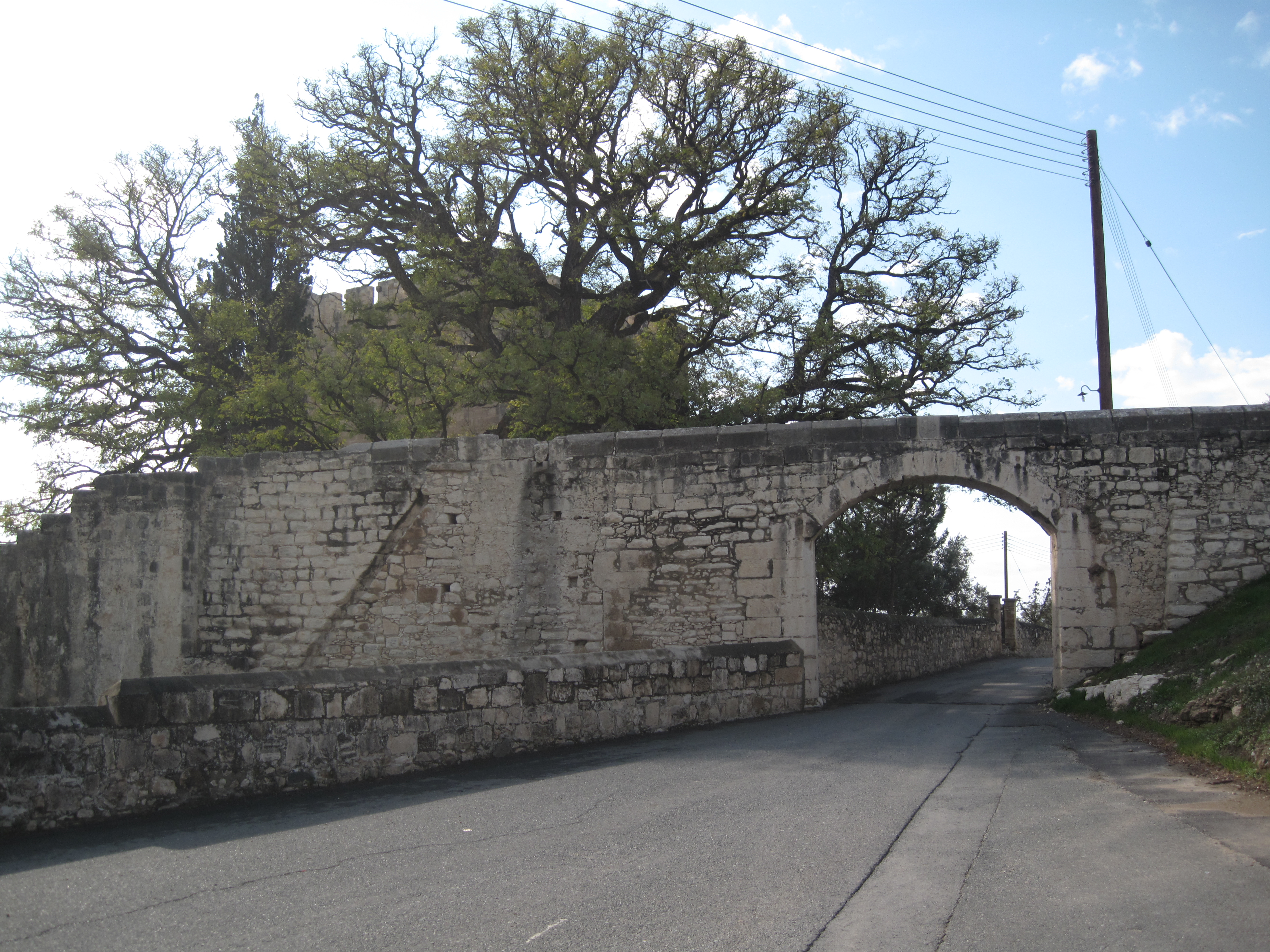
Het aquaduct van Kolossi
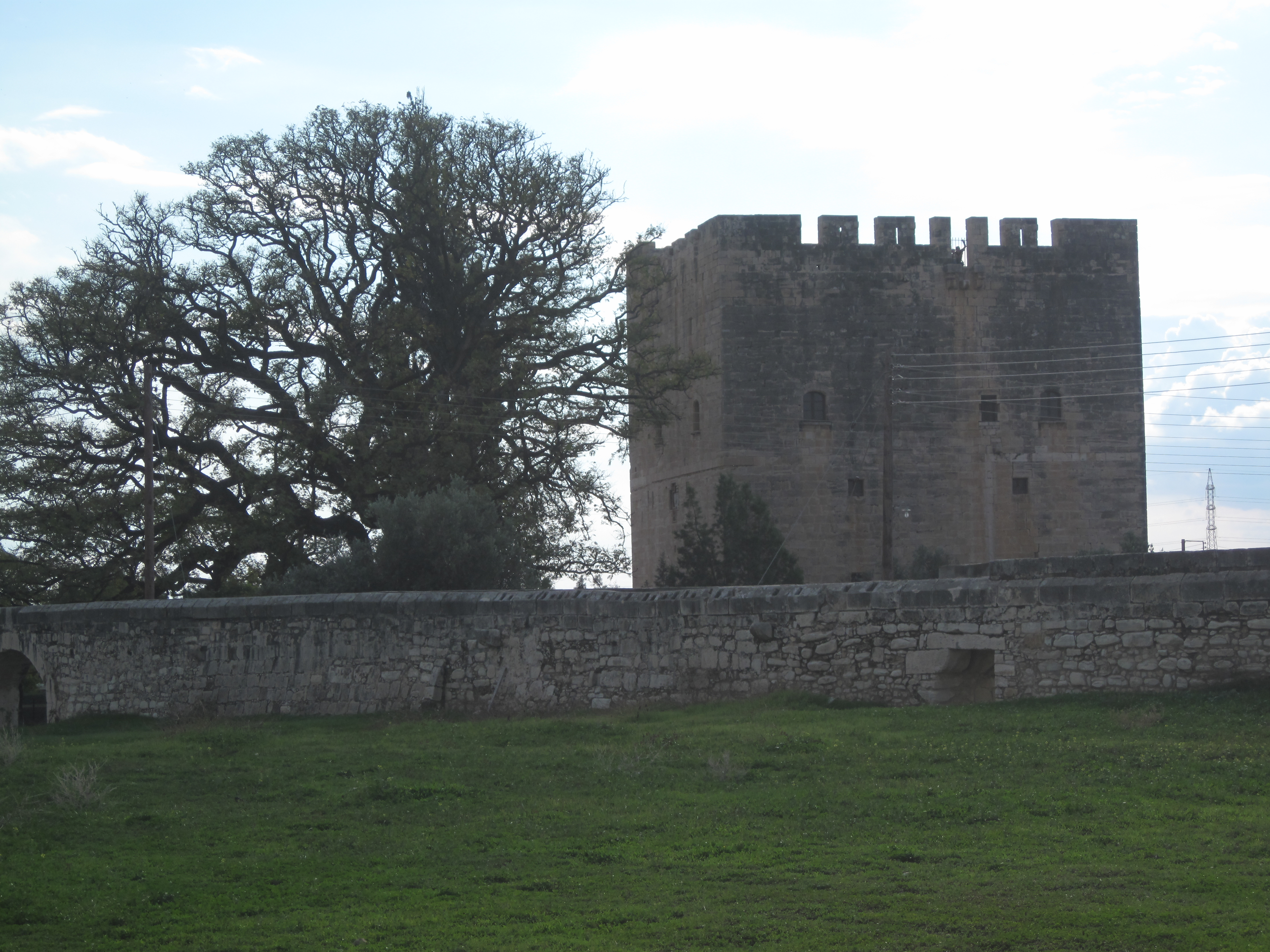
Het Kolossiaquaduct met op de achtergrond het kasteel
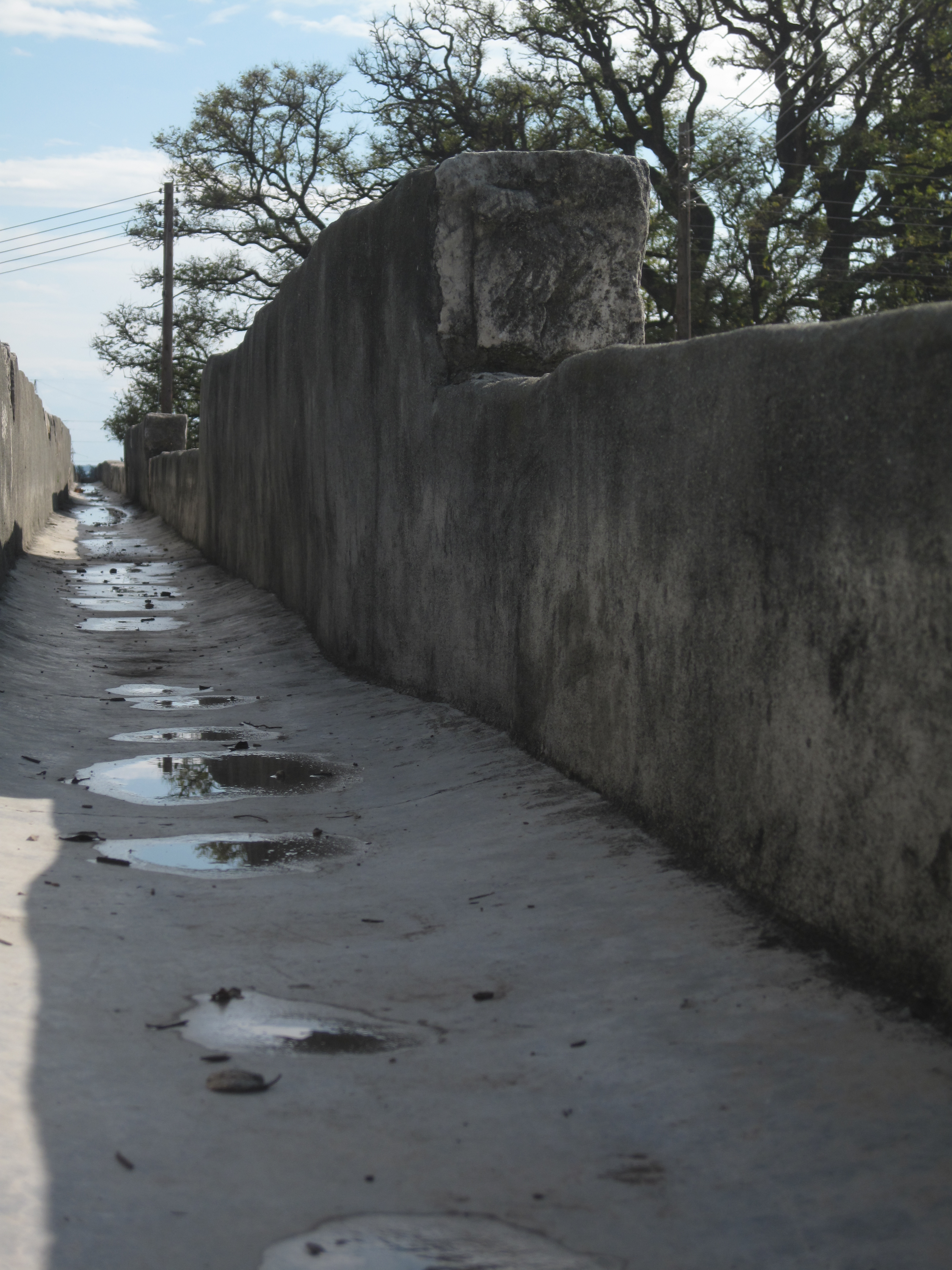
De binnenkant van het aquaduct